# NGC 5693
NGC 5693 је спирална галаксија у сазвежђу Волар која се налази на NGC листи објеката дубоког неба.
Деклинација објекта је + 48° 35' 7" а ректасцензија 14h 36m 11,3s. Привидна величина (магнитуда) објекта NGC 5693 износи 13,6 а фотографска магнитуда 14,2. NGC 5693 је још познат и под ознакама UGC 9406, MCG 8-27-6, CGCG 248-11, KUG 1434+488, PGC 52194.